# Rodolfo Pedro González
Rodolfo Pedro González Martínez (Venezuela, 19 de noviembre de 1950-Caracas, Venezuela, 12 de marzo de 2015) fue un piloto de aviación civil venezolano. Estuvo preso desde el 26 de abril de 2014 en la sede del Servicio Bolivariano de Inteligencia Nacional (SEBIN) por su participación en las protestas en Venezuela de 2014. Era considerado como preso político del gobierno de Nicolás Maduro.

## Primeros años
Había sido capitán de aviación comercial, pero se había retirado 15 años antes. Hacía trabajos por su cuenta, además de tener desde hacía 30 años un negocio relacionado al turismo. Estaba casado con Josefa de González, de 68 años. Fue partícipe de la protestas en Venezuela de 2014.

## Detención
Fue detenido junto a su esposa Josefa de González el 26 de abril de 2014 en su vivienda en Macaracuay, municipio Baruta, al ser acusado por los llamados "patriotas cooperantes". Se le acusó de asociación para delinquir, tenencia de explosivos y tráfico de armas de fuego. El 29 de abril del 2014, se dictaminó que Josefa de González debía someterse a un régimen de presentación cada 30 días. Mientras Rodolfo González fue recluido en El Helicoide, sede del Servicio Bolivariano de Inteligencia Nacional. 

## Muerte
González sufría de enfermedad periodontal, lo que lo obligaba a usar aparatos, y de hipertensión. Murió en su celda de El Helicoide, el 12 de marzo de 2015, a las 11:00 p. m.. El abogado, José Vicente Haro, confirmó el fallecimiento, al igual que su hija Lissete González. Las autoridades informaron que fue un supuesto suicidio. En el acta de defunción se indicó que la causa de su fallecimiento fue por estrangulamiento y asfixia.
Rodolfo González fue enterrado en el Cementerio del Este, en Caracas, el 15 de marzo de 2015. Al funeral asistieron Jesús Torrealba, secretario ejecutivo de la Mesa de la Unidad Democrática, la exdiputada María Corina Machado, Lilian Tintori, esposa de dirigente político Leopoldo López, y varios integrantes del Movimiento estudiantil venezolano.
De acuerdo al director de la organización Foro Penal, Alfredo Romero, sería Rodolfo Gonzales el primer preso político de una lista de diez hasta octubre del 2021 que han muerto bajo la custodia de los cuerpos de seguridad del Estado estando privado de su libertad.

### Reacciones
- PROVEA, una ONG dedicada a la defensa de los derechos humanos, pidió una investigación del fallecimiento de Rodolfo González al Ministerio Público y a la Defensoría del Pueblo.[11]
- Ángel Rodríguez, presidente del Parlamento Latinoamericano (Parlatino) y vicepresidente para asuntos internacionales del Partido Socialista Unido de Venezuela (PSUV), expresó lamento por lo ocurrido.[12]
- Venezuela Awareness, otra ONG defensora de los derechos humanos, repudió la muerte del piloto.[13]